# 受精卵

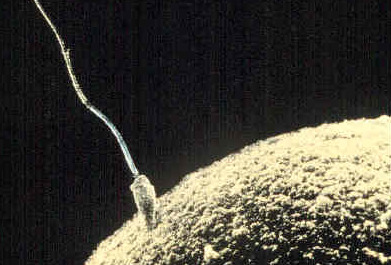
精子到達卵细胞，使卵细胞受精。

受精卵（zygote、合子）在发育生物学中用来描述生物的第一阶段，此时它只是一个单细胞。这个词也会被较为宽松地运用于经过最初几分裂后的细胞，虽然严格地讲这一阶段应称为卵裂球（分裂球，裂球）。一枚受精卵通常是通过两个单倍体细胞——女性的卵子和男性的精子通过受精结合在一起，所形成的二倍体细胞。因此，受精卵包含了来自父亲和母亲的DNA，提供了一个新的个体的全部遗传信息。
在哺乳动物的繁殖过程中，受精后所形成的受精卵会移动到输卵管，分裂成更多的细胞，但其大小却不改变。 受精卵的分裂是有丝分裂，通常被称为“细胞分裂”。 
所有的哺乳动物在一生中都会经过受精卵这一阶段。受精卵会发育成胚胎，然后变成胎儿。
人类受精卵会存在约大约4天，并在第5天成为囊胚，然后进一步发育为原肠胚。

## 多胞胎
双胞胎（及更多胞胎）的形成过程可分为两类：同卵双生（及多生）和异卵双生（及多生）；顾名思义，区别在于：是由一枚受精卵裂成两半（及更多）发育形成的，或是两枚（及更多）受精卵各自受精各自发育形成的。
多精受精的小鼠受精卵可以通过人工去除多余的雄性原核，使其得以生存。

## 连体婴
连体婴，也称「连体婴儿」，大约每200例双胞胎妊娠就会发生一例，而且总是同卵双胞胎。连体婴的发生率为20,000分之一到100,000分之一;其中40-60％是死胎，剩下的常常在出生后最初的几天内就会死亡。约70％的连体婴是女性，其中的原因尚不清楚。
首次成功分离连体婴儿是在1689年瑞士巴塞尔，双胞胎女婴的肋骨有粘连（剑突联胎）。现代的第一例成功分离一般被认为是路易斯安那州的凯瑟琳和卡洛琳·莫顿，他们背部靠下部位长在一起（臀部联胎）。分离手术在1953年，她们8天大的时候成功实施，两人都在手术中存活下来。尽管结果不同，自从1950年代以来，几乎所有的连体婴儿都实施了分离手术。

## 扩展阅读
- 有性繁殖
- 體外人工受精

| 前一状态 | 人类生命状态 | 下一状态 |
| -        | 受精卵       | 胚胎     |